# Erskine Sanford
Erskine Sanford (* 19. November 1885 in Trinidad, Colorado; † 7. Juli 1969 in Los Angeles, Kalifornien) war ein US-amerikanischer Schauspieler.

## Leben und Karriere
Erskine Sanford begann seine Schauspielkarriere beim Theater. Zwischen 1916 und 1941 spielte er in über 30 Broadway-Stücken und war Mitglied der angesehenen Theatre Guild, einer Vereinigung von Schauspielern. Sanford spielte alleine zweimal am Broadway in der Titelrolle der Komödie Mr. Pim Passes By. Angeblich war Mr. Pim Passes By mit Sanford in der Hauptrolle das erste Theaterstück, dass der siebenjährige Orson Welles überhaupt sah. Backstage soll Sanford dann freundliche und ermutigende Worte mit Welles gewechselt haben und ihn so zu einer Schauspielkarriere inspiriert haben. Ob diese Erzählung wahr ist oder nicht, ist unklar; jedenfalls verließ Sanford die Theatre Guild im Jahre 1936, um Welles neu gegründetem Mercury Theatre beizutreten.
Ende der 1930er-Jahre begann Sanford, seine ersten Filme in Hollywood zu drehen. Seine Verbundenheit mit Welles blieb jedoch bestehen, in den 1940er-Jahren drehten sie zusammen sechs Filme. Seine vielleicht bekannteste Rolle hatte er als trotteliger, schwitzender Chefredakteur des Inquirer in Citizen Kane, dessen Zeitung von der Titelfigur übernommen wird, woraufhin Sanfords Figur die Zeitung entrüstet verlässt. Er drehte mit Welles ebenfalls Der Glanz des Hauses Amberson und Die Lady von Shanghai. Daneben erschien Sanford auch in Werken von weiteren berühmten Regisseuren wie Fritz Lang, Max Ophüls und Alfred Hitchcock. Häufig wurde er in Nebenrollen als etwas komischer Arzt, Richter oder Priester eingesetzt. Einige von Sanfords kleineren Rollen blieben in den Credits unerwähnt. Er zog sich 1952 nach fast 40 Filmen aus dem Schauspielgeschäft zurück. Der Schauspieler, der verheiratet war und zwei Kinder hatte, verstarb 1969 mit 83 Jahren.

## Filmografie
- 1938: Too Much Johnson
- 1940: Pop Always Pays
- 1941: Andy Hardy’s Private Secretary
- 1941: Citizen Kane
- 1941: Sprechstunde für Liebe (Appointment for Love)
- 1942: The Wife Takes a Flyer
- 1942: Der Glanz des Hauses Amberson (The Magnificent Ambersons)
- 1943: Die Waise von Lowood (Jane Eyre)
- 1944: Auf Ehrenwort (Uncertain Glory)
- 1944: Das Leben der Mrs. Skeffington (Mr. Skeffington)
- 1944: Ministerium der Angst (Ministry of Fear)
- 1944: Enemy of Women
- 1945: Ein Baum wächst in Brooklyn (A Tree Grows in Brooklyn)
- 1945: Ich kämpfe um dich (Spellbound)
- 1945: Girls of the Big House
- 1945: The Crimson Canary
- 1946: Morgen und alle Tage (From This Day Forward)
- 1946: Without Reservations
- 1946: Die Spur des Fremden (The Stranger)
- 1946: Crack-Up
- 1946: Angel on My Shoulder
- 1946: Die besten Jahre unseres Lebens (The Best Years of Our Lives)
- 1947: Hemmungslose Liebe (Possessed)
- 1947: Trauer muss Elektra tragen (Mourning Becomes Electra)
- 1947: Die Lady von Shanghai (The Lady from Shanghai)
- 1947: The Voice of the Turtle
- 1948: You Were Meant for Me
- 1948: Brief einer Unbekannten (Letter from an Unknown Woman)
- 1948: Texas, Brooklyn & Heaven
- 1948: Sie leben bei Nacht (Verweistitel: Im Schatten der Nacht) (They Live by Night)
- 1948: Macbeth – Der Königsmörder (Macbeth)
- 1948: Kidnapped
- 1948: Im Banne der roten Hexe (Wake of the Red Witch)
- 1949: Impact
- 1949: Night Unto Night
- 1949: Ich heiratete einen Kommunisten (The Women on Pier 13)
- 1950: Sierra
- 1951: Auf Bewährung freigelassen (The Company She Keeps)
- 1952: My Son John Szenen geschnitten